# Shiprock (rotsformatie)
Ship Rock (ook wel bekend onder namen als Shiprock Peak, Shiprock en de Navajobenaming Tsé Bit' A'í ("gevleugelde rots")) is een 540 meter hoge rotsformatie in het Navajo reservaat, ongeveer 20 kilometer ten zuidwesten van de stad Shiprock in New Mexico.

## Naam
De Navajo-naam voor de piek, Tsé Bitʼaʼí, "rots met vleugels" of "gevleugelde rots", verwijst naar de legende van de grote vogel die de Navajo vanuit het noorden naar hun huidige landen bracht. De naam "Shiprock", Shiprock Peak of Ship Rock is afgeleid van de gelijkenis van de rots met een 19e-eeuwse klipper. Aanvankelijk werd de berg door de Amerikanen "The Needle" genoemd, een naam die kapitein J.F. McComb in 1860 aan de bovenste top gaf.. Volgens USGS kaarten dateert de naam Shiprock uit de jaren zeventig van de 19e eeuw.

## Religieuze en culturele significantie
De rotsformatie en het landschap eromheen zijn voor de Navajo’s van grote religieuze en historische waarde. Volgens hun legendes leefde de Navajo kort na hun aankomst in het zuidwesten eerst op de rotsformatie, en kwamen enkel naar beneden om hun akkers te onderhouden en water te halen. Op een dag zou de rots zijn getroffen door een bliksem, wat het enige pad naar beneden af deed brokkelen. Hierdoor kwamen veel vrouwen en kinderen boven op de rots vast te zitten. De geesten van deze mensen zouden nog altijd op de berg leven. Vanwege deze legende zijn de Navajo’s in het gebied er niet echt blij mee als mensen de rots willen beklimmen.
Een andere legende luidt dat vogelmonsters (Tsé Ninájálééh) op de rots hun nesten zouden hebben. In de ene versie van de legende zou een jager de twee volwassen monsters hebben gedood en de jongen veranderd in een adelaar en een uil. In een andere versie van de legende zouden de tweelingkrijgers de Navajo hebben verlost van de monsters.

## Geologie
Shiprock bestaat uit gescheurde vulkanische breccie en zwarte dikes van stollingsgesteente genaamd "minette." De rotsformatie is een overblijfsel van een vulkaan. De vulkanische breccie is gevormd in een diatreem. Vermoedelijk is de rotsformatie die nu boven de grond uitsteekt oorspronkelijk 750-1.000 meter onder het aardoppervlak gevormd, en na miljoenen jaren van erosie tevoorschijn gekomen.
Radiometrische datering heeft vastgesteld dat het vulkanische gesteente van de rotsformatie ongeveer 27 miljoen jaar geleden is gestold. In de omgeving van Shiprock staan meer van dit soort rotsformaties.

## Klimgeschiedenis en legale status
Bergbeklimmers zien Shiprock als een interessante plaats om te klimmen. De eerste klim was in 1939 door een Sierra Club klimgroep waar ook David Brower bij zat. Destijds ging er een gerucht ronde dat er $1000 werd uitgeloofd voor wie de rots zou beklimmen, wat vele klimmers aantrok. Sindsdien zijn ten minste zeven routes beklommen op de rots, allemaal met de nodige moeilijkheden. Een moderne versie van de oorspronkelijke route wordt gezien als het makkelijkst.
Het is niet duidelijk of recreatief beklimmen van Shiprock legaal is, aangezien de rotsformatie belangrijk is voor de Navajo’s in het gebied. Sommige bronnen beweren dan in de jaren zeventig van de 20e eeuw het beklimmen van de rots is verboden. Een rapport uit 2000 van een persoon die een klimvergunning werd geweigerd maakte duidelijk dat de overheid vrijwel geen vergunningen voor het beklimmen van de rots uitdeelt vanwege een recent ongeluk.

## In fictie
Tony Hillerman’s mysterieroman The Fallen Man draait om de ontdekking van een lang geleden overleden klimmer op de top van Shiprock. Hillerman speelt in zijn roman in op het conflict tussen de klimmers en de Navajo’s.